# امپراتور گو-سانجو
امپراتور گو-سانجو (انگلیسی: Emperor Go-Sanjō؛ هفتاد و یکمین امپراتور ژاپن بود. در دوره هی آن همسر یک امپراتور انحصاراً از خاندان فوجیوارا انتخاب می‌شد. مادر وی شاهدخت تیشی نام داشت و دودمان یاماتو بود. بدین ترتیب پس از ۱۷۶ سال وی اولین امپراتوری بود که پدربزرگش از خاندان سشو (نایب‌السلطنه) و خاندان فوجیوارا نبود.
جانشین وی امپراتور شیراکاوا بود.